# M (virtuální asistent)
M je virtuální asistent od Facebooku, poprvé představený v srpnu 2015. Asistent je určený především pro akce jako nákupy věcí, rezervování stolů v restauracích nebo třeba pro doručovací služby. Tato služby funguje přes Facebook Messenger a k dubnu 2017 měla 10 000 uživatelů.
Když uživatel vytvoří požadavek skrze M, algoritmus se snaží poznat co uživatel chce. Pokud M nerozumí, konverzaci převezme člověk. A podle něho se M učí.
Projekt spravuje Alex Lebrun od roku 2015 a v dubnu 2017 tento projekt MIT Technology Review označil jako "úspěšný".

## Návrhy
V dubnu 2017 Facebook spustil návrhy, pomocí M, pro uživatele v USA. M v konverzaci prohledá klíčová slova a z nich poté ukáže uživateli různé návrhy. Například pokud někdo napíše "Dlužíš mi 20 dolarů", uživateli, kterému to bylo napsáno, M doporučí zaplatit 20 dolarů pomocí Facebook plateb.